# سنگسار در اسلام
سنگسار در اسلامدر شریعت اسلام، سنگسار یا رَجم حد شرعی زنای محصنه است، که در خصوص مرد و زن زناکار تحت شرایط بسیار خاص احصان اعمال می‌شود. دست کم ۱۰ شرط باید محقق شود تا فردی محکوم به سنگسار شود. برای اجرای حد شرعی لازم است شرایط اثبات زنا محقق گردد (از جمله شهادت چهار مرد عادل بر دیدن لحظه زنا).

## سنگسار در قرآن
به گفته جان بورتان، مجازات زناکار در قرآن مورد با مجازات سنگسار تفاوت می‌دارد. برخی از فقیهان قدیمی دقیقاً به همین دلیل مجازات سنگسار را رد می‌کردند، اما در کل اجماعی تقریباً متفق‌القول بین فقیهان در مورد مجازات سنگسار برای زنا وجود داشت. برای بسیاری پذیرش اینکه رفتار و گفتار یک انسان (حتی اگر محمد باشد) بتواند جایگزین کلمات خدا بشوند وجود نداشت، و به همین دلیل اینگونه استدلال می‌کردند که حتماً می‌بایست آیه سنگساری بوده که در قرآن قرار داده نشده، اما حجیت آن باقی مانده است. در تفاسیر قدیمی روایاتی منتسب به ابی ابن کعب، ابوموسی اشعری، عایشه و غیره نقل شده که مضمون آن‌ها کنار ماندن برخی از آیات در قرآن تدوین شده می‌باشد. لازاروس یافِه (به استناد تفسیر سوره مائده، آیات ۴۲–۴۹ و ابن هشام، سیره) یکی از موارد تحریف تورات توسط یهودیان معاصر محمد را کتمان سنگسار برای مجازات زنا می‌داند
بر اساس این احادیث برخی از علمای اهل سنت(برخلاف اصول و مبانی اسلامی در باب نبوت) به صورت سنتی معتقد بودند که محمد تحت نظارت جبرئیل برخی از آیات را در قرآن قرار نداده اگرچه آن آیات هنوز حجیت خود را داشتند.
جان بورتان معتقد است که اصل ماجرای ظهور سنگسار در اسلام به عنوان مجازات ممکن است به قضاوت‌های محمد دربارهٔ یهودیانی که به نزد او آورده شده‌اند بازگردد. مواردی که در آن محمد، یهودیان را به کتمان آنچه در تورات آمده متهم می‌کند. بورتان با اشاره به اینکه تفاسیر قدیمی قرآن تنها به مجازات سنگسار در آیات مربوط به بحث میان محمد و یهودیان اشاره می‌کنند، می‌گوید که ممکن است ظهور مجازات سنگسار نتیجه تلاش مفسرین برای فهم آیاتی از قرآن بوده باشد که پایه قضاوت محمد در مورد یهودیان را تشکیل می‌داده است. فرانسیس ادوارد پیترز معتقد است که یهودیان مدینه وجود مجازات سنگسار در تورات را انکار می‌کردند و به نظر می‌آید که محمد به صورت عملی وفاداری خود به تورات را از طریق انجام سنگسار نشان داده است. اگر چه قرآن نیز به صراحت در مورد مجازات زناکار صحبت کرده. (مانند سوره نور)
طبق گفته مصطفی محقق داماد در قرآن به صراحت آیه‌ای که بر تشریع سنگسار دلالت کند، وجود ندارد و هیچ‌یک از مفسران نیز نخواسته‌اند حکم رجم را از قرآن استنتاج کنند.
گروهی با استناد به احادیثی که عمدتاً از عمر، نقل شده است، مدعی شده‌اند که در قرآن آیه‌ای دربارهٔ رجم وجود داشته که در نسخه فعلی قرآن نیامده است. و نسخ شده است اما حکم ان نسخ نشده و باقی است. ص

## سنگسار در حدیث و سیره
به حکم سنگسار در قرآن اشاره ای نشده اما در حدود ۹۰ روایت قابل استناد آمده است. در نهج ابلاغه هم علی، سنگسار توسط محمد تا تأیید کرده است.
در کتاب سیرة الرسول ابن هشام آمده است که ۲ نفر از یهودیان مدینه که مرتکب زنای محصنه شده بودند، برای کتمان حکم سنگسار و داوری به نظر محمد می‌روند که محمد حاخام جوانی به نام عبدالله بن صوریا را قسم داد تا حقیقت را گوید… او گفت که طبق فرمان موسی زناکار محصنه باید سنگسار شود… آنگاه محمد گفت که من شایسته‌ترین فرد برای اجرای حکم خدا (که در تورات آمده) هستم؛ و دستور داد آن زن و مرد زناکار را سنگسار کنند.

در نهج‌البلاغه علی خطاب به خوارج می‌گوید: 
شمشیرهایتان بر دوشتان قرار دارد، بر سالم و ناسالم فرود می‌آورید، و گناهکار و بی گناه را با هم مخلوط می‌کنید، و حال اینکه می‌دانید پیامبر، زناکار همسردار را سنگسار می‌کرد سپس بر جنازه‌اش نماز می‌خواند و ارثش را به اهلش می‌سپرد… و زناکار بی‌همسر را تازیانه می‌زد، آن گاه قسمت هر دو را از غنیمت می‌پرداخت و حق داشتند زنان مسلمان را به همسری بگیرند…
به گفته دوتان وجود حدیثی در نهج‌البلاغه علی خطاب به خوارج نشان دهنده حضور گروهی در دوران سید رضی بوده که با مجازات سنگسار مخالف بوده‌اند؛ ابن حجر عسقلانی آن‌ها را گروهی از معتزله و خوارج معرفی کرده است.
به گفته جان بورتان مجازات زناکار در قرآن با مجازات سنگسار تفاوت دارد. برخی از فقیهان قدیمی دقیقاً به همین دلیل مجازات سنگسار را رد می‌کردند اما در کل اجماعی تقریباً متفق‌القول بین فقیهان در مورد مجازات سنگسار برای زنا وجود داشت. برای بسیاری پذیرش اینکه رفتار و گفتار یک انسان (حتی اگر محمد باشد) بتواند جایگزین کلمات خدا بشوند وجود نداشت، و به همین دلیل اینگونه استدلال می‌کردند که حتماً می‌بایست آیه سنگساری بوده که در قرآن قرار داده نشده اما حجیت آن باقی‌مانده است. در تفاسیر قدیمی روایاتی منتسب به ابی ابن کعب، ابوموسی اشعری، عایشه و غیره نقل شده که مضمون آنها کنار ماندن برخی از آیات در قرآن تدوین شده می‌باشد. بدین سان برخی از علمای اهل سنت به صورت سنتی معتقد بودند که پیامبر اسلام تحت نظارت جبرئیل برخی از آیات را در قرآن قرار نداده اگرچه آن آیات هنوز حجیت خود را داشتند.
عمر بن خطاب مدعی است که آیه سنگسار بر محمد نازل گشته است اما بعدها در قرآن حذف شده است.
زمانی که از عمر پرسیده شد که اگر این آیه جزو قرآن بوده پس چرا آن را به متن قرآن اضافه نمی‌کند، اینگونه پاسخ داده که تنها دلیلی که این کار را نمی‌کند ترس از این است که مردم بگویند «عمر به قرآن کتاب خدا مطلبی را افزوده است». در روایتی زر بن حبیش به عبدالله بن ابی (از صحابی محمد) می‌گوید که زمانی که آیه سنگسار جزو قرآن بود را بیاد دارد و این آیه در سوره احزاب بوده است
جان بورتان معتقد است که اصل ماجرای ظهور سنگسار به عنوان مجازات ممکن است به قضاوت‌های محمد دربارهٔ یهودیانی که به نزد او آورده شده‌اند بازگردد. مواردی که در آن محمد، یهودیان را به کتمان آنچه در تورات آمده متهم می‌کند. بورتان با اشاره به اینکه تفاسیر قدیمی قرآن تنها به مجازات سنگسار در آیات مربوط به بحث میان محمد و یهودیان اشاره می‌کنند، می‌گوید که ممکن است ظهور مجازات سنگسار نتیجه تلاش مفسرین برای فهم آیاتی از قرآن بوده باشد که پایه قضاوت محمد در مورد یهودیان را تشکیل می‌داده است.

## احکام فقهی

### فقه شیعه
- بنا بر نظر فقیه شیعه محمد بن مکی (شهید اول) در لمعه، در اسلام سنگسار در صورت وقوع زنای محصنه اعمال می‌شود؛ یعنی وقتی که شخص زناکننده دارای همسر دائمی باشد به گونه‌ای که هرگاه بخواهد با همسر خود نزدیکی کند مانعی در کار نباشد و با این حال تن به زنا داده باشد.[۲۰]

از دیدگاه محمد بن مکی (شهید اول)، شرایط اثبات آن مطابق با شرایط عمومی اثبات زنا در اسلام است؛ بدین ترتیب که یا خود شخص در چهار نوبت اقرار کند در حالی که کامل، مختار و آزاد باشد، یا چهار مرد، سه مرد و دو زن یا دو مرد و چهار زن شهادت دهند که با چشم دیده‌اند که همچون ورود میل به سرمه دان نزدیکی رخ داده است و همگی بر فعل واحد در مکان و زمان واحد اتفاق نظر داشته باشند و از سببی که موجب حلال بودن زناشویی بین متهمان باشد بی اطلاع باشند. لازم است شاهدان حتماً در حضور یکدیگر شهادت دهند. چنانچه زناکار مدعی شود علم به حرمت زنا نداشته و احتمال صحت این ادعا باشد، حد شرعی ساقط می‌شود. هچنین اگر زناکار قبل از آمدن گواهان توبه کند، حد ساقط می‌شود.
بنا بر نظر محمد بن مکی (شهید اول)، حد شرعی زنای محصنه آن است که ابتدا زناکار بنا بر احتیاط شرعی، «صد ضربه شلاق» می‌خورد. سپس وی سنگسار می‌شود. سنگسار بدین صورت است که مرد تا کمر و زن را تا سینه در خاک دفن می‌کنند و او را با سنگ‌های کوچک می‌زنند تا بمیرد. ابتدا شاهدان سنگسار را آغاز می‌کنند و اگر شخص خود اقرار کرده باشد حاکم شرع آغاز می‌کند. گفته شده که حضور گروهی لازم است که حداقل یک نفر یا سه نفر و بنا بر گفته دیگر ده نفر هستند. کسی که خود حد شرعی بر گردن دارد نباید سنگسار کند. پس از اجرای حکم، زناکار را غسل و کفن می‌کنند. بر او نماز می‌خوانند و سپس دفن می‌کنند.
- حسینعلی منتظری در پاسخ به پرسش رادیو فردا حکم سنگسار را حکم یهودیت و اسلام اعلام کرده است.[۲۳]
- از دیدگاه محمد صادقی تهرانی هدف از سنگسار، اعدام زناکار نیست؛ بلکه تحقیر اوست. هیچ مجازات جایگزینی برای سنگسار، وجود ندارد؛ یعنی نمی‌توان مرتکب زنای محصنه را به جای سنگسار، اعدام کرد یا مجازات دیگری برایش در نظر گرفت [بلکه باید سنگسارش کرد].[۲۴]

#### موافقت و مخالفت برخی از مراجع تقلید شیعه دربارهٔ جایگزینی سنگسار
ایسنا، دربارهٔ اجرای مجازات سنگسار، با استفتا از شش روحانی ایران، از آنها خواسته است که نظر خود را دربارهٔ جایگزین کردن مجازات‌های دیگر به جای سنگسار اعلام کنند. متن سؤال ایسنا چنین است: "با عنایت به این‌که در حال حاضر اجرای مجازات سنگسار از سوی دشمنان اسلام و قرآن دستاویزی جهت وهن احکام شرعی قرار گرفته، خواهشمند است نظر خود را در خصوص اجرای مجازات رجم در شرایط کنونی بیان فرموده و با توجه به این که این حد مبنای ظاهری در قرآن ندارد، آیا به نظر حضرتعالی این مجازات جزء حدود لایتغیر الی الابد تلقی می‌شود یا احتمالاً می‌توان به اقتضای زمان و مکان جایگزینی برای آن قرار داد؟"
پاسخ تعدادی از مراجع به شرح زیر است:
- حسین نوری همدانی: «در فرض سؤال، همان‌طور که قبلاً هم جواب داده‌ایم حکم الهی تغییرپذیر نیست و کیفیت اجرای آن بستگی به نظر حاکم شرع دارد.»[۲۵]
- ناصر مکارم شیرازی: «ما قبلاً نیز گفته‌ایم که در شرایط فعلی می‌توان جایگزین کرد.»[۲۵]
- جعفر سبحانی: «سؤال جنابعالی پیشینه دیرینه دارد و ما در کتاب حدود به‌طور گسترده از آن سخن گفتیم که اجمال آن این است: ۱- ثبوت زنای محصنه شرایطی دارد که غالباً امکان‌پذیر نیست یعنی چهار نفر با چشم خود ببینند که مرد بیگانه با زن در آن موضع با هم جمع شده‌اند. ۲- راه‌هایی برای تخفیف وجود دارد؛ یکی از آن راه‌ها این است که اگر از گودال گریخت، تعقیب آن حرام است. ۳- اگر حاکم شرع احساس کرد اجرای حکم به این شیوه مشکلاتی دارد می‌تواند به نحو دیگری اجرای حد کند. والله العالم»[۲۵]
- علوی گرگانی: «در صورتی که حاکم شرع تشخیص دهد که اجرای این حکم موجب وهن اسلام و بی‌احترامی به آن است و موجب ضرر به اصل دین است می‌تواند آن را تغییر دهد اما اصل حکم سنگسار در فقه اسلام ثابت است، حتی اگر به‌طور صریح در قرآن ذکر نشده باشد و اصل این حکم تغییرناپذیر است.»[۲۵]
- موسوی اردبیلی: «مجازات رجم قابل تغییر نیست ولی چنانچه اجرای آن برخلاف مصالح اسلام و مسلمین باشد فقیه جامع‌الشرایط می‌تواند حکم به عدم اجرای آن بدهد.»[۲۵]
- حسینی زنجانی: «چنانچه به نظر فقیه جامع‌الشرایط اجرای حکمی در جامعه به دلیل عدم آمادگی فکری عموم مردم موجب سستی در اعتقاد و اصل اسلام می‌شود، در این صورت حفظ اسلام اهم است و اجرای حکم باید تا استحکام عقاید مسکوت بماند. مضافاً اینکه قاعده «تدرء الحدود بالشبهات» در مورد این مسئله جاری است، گرچه فقهاء مفاد قاعده را در شبهات موضوعیه گفته‌اند ولی بنا بر تسلم و قبول این قاعده که متخذ از عین روایت است شبهه اطلاق داشته و شامل شبهه حکمیه نیز می‌شود یعنی اجرای حکم در شرایطی که عدالت اجتماعی به‌طور کامل اجراء نمی‌شود محل شبهه است چون اصل حاکم عدل است که ما هنوز با آن فاصله زیادی داریم. والله العالم»[۲۵]

#### مخالفان سنگسار
- محمدجواد غروی: سنگسار کردن زانی و زانیه را از احکام بنی اسرائیل می‌داند که خود بر دین موسی افزوده‌اند و ذکری از چنین حکمی در قرآن نیامده و در عمل قطعی پیامبر نیز وارد نشده است. همچنین از جمله دلائلی را که مثبت نفی رجم می‌داند آیه بیست و پنج سوره نساء است. ایشان با اشاره به این که صریح آیه بر آن دلالت دارد که عذاب کنیزان نصف عذاب زنان آزاد است می‌گویند اگر رجم در شریعت باشد در حالی که قابل نصف کردن نباشد واجب می‌آمد در کتاب حد دیگری برای کنیزان زانیه معین می‌گردید.[۲۶]
- محمدابراهیم جناتی حکم سنگسار را در فقه اجتهادی معتبر نمی‌داند.[۲۷]
- محمد مجتهد شبستری و محسن کدیور[۲۸] می‌پذیرند که چنین حکمی در صدر اسلام اجرا شده؛ ولی با مطرح کردن نظریه تاریخیت احکام، شکل اجرا را دارای قدسیت ندانسته و معتقدند اگر امروزه عدالت در راه‌های دیگری باشد، مجازات سنگسار، کارکرد خود را از دست داده و نسخ شده است و نفی چنین احکامی به اصل عقیدتی اسلام، هیچ آسیبی نمی‌رساند.

### فقه اهل سنت
شافعی از فقهای اهل سنت ، متوفای ۲۰۴هـ در کتاب «الأٌم» و «جماع العلم» به این مخالفتها اشاره می‌کند: «نَصَّ بَعْضُ النَّاسِ علماء عَلَی أَنْ لَا رَجْمَ عَلَی زَانٍ لِقَوْلِ اللَّهِ تَعَالَی {الزَّانِیَةُ وَالزَّانِی فَاجْلِدُوا کُلَّ وَاحِدٍ مِنْهُمَا مِائَةَ جَلْدَةٍ} [النور: ۲]: بعضی‌ها مناقشه کرده‌اند که زانی، سنگسار نمی‌شود به خاطر کلام خدا: به زن زناکار و مرد زناکاری صد تازیانه بزنید» (جماع العلم ص۲۵) همچنین ابن قتیبه دینوری بخشی از کتاب خود را به نقد نظر فقهایی اختصاص داده که سنگسار را مخالف قرآن می‌دانستند (تأویل مختلف الحدیث صص۱۵۴تا۱۵۶ ـ المکتب الاسلامی)
همچنین برخی از فقیهان سنی ایران نیز همانند احمد مفتی‌زاده و ناصر سبحانی منکر سنگسار بودند. جمال البنا و ابوزهره هم از دیگر مخالفان حکم سنگسار در میان اهل سنت می‌باشند
در دوران معاصر نیز سنگسار مخالفانی از میان فقهای سنی دارد. از میان سنیان احمد صبحی منصور، استاد سابق دانشگاه الازهر، سنگسار را مخالف اسلام می‌داند و معتقد است که چنین تشریعی حتی در تورات حقیقی هم وجود نداشته است
فقیه معاصر، طه جابر العلوانی، رئیس پیشین مرکز جهانی اندیشه اسلامی و از دانش آموختگان الازهر، سنگسار را سنتی تلمودی دانسته و جایگاهی در تشریعات اسلامی برای آن قائل نیست.
حسن ترابی، فقیه سودانی و از رهبران اخوان المسلمین سودان، نیز سنگسار را عقوبتی غیر اسلامی می‌داند
مصطفی الزلمی، فقیه کرد عراقی از دیگر دانش‌آموختگان الازهر و استاد دانشگاه بغداد، در تحقیقی مفصل به اثبات غیر اسلامی بودن حکم سنگسار دست یازیده است.
محمد الشحرور، قرآن‌شناس سوریه‌ای هم معتقد است، حکم سنگسار از تحریفات یهودیان یثرب بوده که به تدریج وارد فقه مسلمانان شد. شحرور معتقد است که سنگسار خیلی قبل‌تر از شریعت اسلام توسط عیسی نسخ شد الشحرور در فصل دوم کتاب «فقه المرأة» سنگسار را مخالف نصوص قرآنی مربوط به زنا می‌داند.
نصر حامد ابوزید قرآن‌شناس مصری در کتاب (دوائر الخوف ص۱۹۲) دربارهٔ اینکه مجازات سنگسار جزء تشریعات اسلام باشد تردید کرده است.
عبدالله العلایلی از فقیهان لبنان نیز در اواخر عمر این حکم را خارج از تشریعات اسلام و در تضاد با قرآن معرفی کرد (أین الخطأ ص۸۰ ـ دارالجدید) شیخ عبدالله العلایلی معتقد است که تنها مستمسک موافقان سنگسار، احادیثی است که از درجه حَسَن عبور نکرده‌اند. او دربارهٔ حدیث رجم ماعز می‌نویسد: «این حدیث با عبارت (طهرنی یا رسول‌الله!: مرا تطهیر کن!) وارد شده. این نوع استعمال سخن، از تعبیرات اسلامی نبوده بلکه در میان ملل سابق شناخته شده بود» (أین الخطأ ص۸۱)

### فقه معتزله و خوارج
انکار رجم، رأی بزرگ‌ترین فقیه معتزله، ابراهیم بن سیار معتزلی و شاگردانش می‌باشد. غالب فقهای معتزله ی متقدم، تخصیص قرآن با خبر واحد را جایز ندانسته (المحصول فی اصول الفقه ص88) و از این رو با سنگسار مخالف بودند.
فقیه و محدث برجسته مالکی، ابن عبدالبر قرطبی(۴۶۳هـ) در شرح طویل خود بر موطای مالک بن انس، انکار سنگسار را به خوارج و عده‌ای از معتزله نسبت داده است (الإستذکار۷/۴۷۹،480) او این نظریه فقهی را به تمام خوارج و اکثریت معتزله منسوب می‌کند: «الْخَوَارِجُ کُلُّهَا وَکَثِیرٌ مِنَ الْمُعْتَزِلَةِ یُکَذِّبُونَ بِهَذَا کُلِّهِ: تمام خوارج و بسیاری از معتزله تمام این موارد را تکذیب می‌کنند[اشاره به احادیث و روایات نقل شده درباره سنگسار]» (الإستذکار7/490)